# Флавиан I Антиохийский
Архиепи́скоп Флавиа́н (греч. Φλαβιανός Α΄ Αντιοχείας; 320 — февраль 404) — архиепископ Антиохийский (381—404), был современником святителя Иоанна Златоустого, преемник епископа Мелетия Антиохийского.
Архиепископ Флавиан известен тем, что сумел силой кроткого убеждения добиться у императора Феодосия (379—395) прощения антиохийцев, когда те разгневали царя, разрушив статую его жены Флациллы в ходе восстания 387 года. Кончина Флавиана была мирной и безболезненной.
Прославлен православной церковью в лике святителей. Дни памяти 16 февраля и 27 сентября.